# Ben-Hadad
Ben-Hadad – imię trzech królów syryjskich, prawdopodobnie oznaczające "syn Hadada" (syryjskiego boga burzy). 
1. Ben-Hadad I (około 900-860 r. przed Chr.) pomógł Asie, królowi Judy, przeciwko Izraelowi.
2. Ben-Hadad II zwany także Hadadezer ("Hadad jest moją pomocą") (około 860-843 r. przed Chr.) był przeciwnikiem Achaba, króla Izraela, w czasach proroka Elizeusza. W odpowiedzi na modlitwy Elizeusza Bóg kilka razy uwalniał Izraelitów od Syryjczyków. Bóg ukazał Elizeuszowi, że Ben-Hadad umrze z rąk swego sługi, Chazaela.
3. Ben-Hadad III syn Chazaela, po którym odziedziczył tron (796-792 r. przed Chr.). Wspomniany w 2 Krl 13,3.

Patrz 1 Krl 20 i 2 Krl 6-8.
Źródło: Słownik Postaci Biblijnych. [dostęp 2015-12-26].